# Grewia decemovulata
Grewia decemovulata är en malvaväxtart som beskrevs av Hermann Merxmüller. Grewia decemovulata ingår i släktet Grewia och familjen malvaväxter. Inga underarter finns listade i Catalogue of Life.